# Герб Параньгинского района
Герб муниципального образования «Параньгинский муниципальный район» является официальным символом Параньгинского района,  символом суверенных прав, достоинства, представительского статуса органов местного самоуправления, единства его территории и населения, отличительности, исторического значения.

## Описание герба
Описание герба в соответствии с Положением о гербе звучит следующим образом: 

В рассеченном червленью и изумрудом поле серебряная дважды гамированая  оконечность, над которой серебряная подкова шипами вверх, увершенная белой геральдической астрой с золотыми чашелистиками и семенником, на шипах подковы две противопоставленные пчелы с четырежды опоясанными брюшками и черными глазами. 

## Символика
Основные цвета (тинктуры) герба:

Серебро (белый) – символ простоты, ясности, совершенства, благородства, чистоты и мира.
Червлень (красный) – символ созидательной активности, богатства верности.
Изумрудный (зеленый) – символ весны, процветания, здоровья, плодородия, изобилия и жизни.
Вышеназванные цвета были избраны основными, так как являются традиционными и наиболее почитаемыми среди народов мари, татар и русских.

Символика герба:

Серебряная подкова в гербе муниципального образования «Параньгинский район» выступает как исторический символ сельского труда. Подкова, обращенная шипами вверх, так же является народным оберегающим символом, связанным с пожеланиями счастья и удачи. В некоторых случаях подкова в геральдике  олицетворяет полумесяц.
Две золотые пчелы символизируют величайшее трудолюбие и тесное сотрудничество жителей Параньгинского района в деле развития родного края.
Серебряная (белая) астра как один из наиболее распространенных среди татарского народа орнаментальных элементов отражает отличительность герба муниципального образования «Параньгинский район» в Республике Марий Эл.
Серебряная (белая) орнаментальная оконечность щита символизирует землю Марий Эл, на которой расположен Параньгинский район.

В целом композиция герба, переменность и взаимосвязь цветовой символики - все это несет значение единства татарской и марийской культур, символизирует самобытность и уникальность Параньгинского района.